# 阿米尔·哈米托夫
阿米尔·马哈苏多维奇·哈米托夫（羅馬化：Amir Makhsudovich Khamitov；1975年2月4日—）是俄罗斯政治人物，第八届国家杜马代表。
哈米托夫从俄罗斯联邦总统国民经济与国家行政学院毕业后从事商业工作，是莫斯科联合股份公司和联合科技公司以及非银行信贷组织“移动卡”（Mobile card）有限责任公司的联合创始人。2021年9月起担任第八届国家杜马代表。2021年10月12日，他被任命为国家杜马体育委员会副主席。

## 制裁
哈米托夫于2022年因俄乌战争而受到英国政府制裁。